# Aurora Bertrana
Aurora Bertrana Salazar (Gerona, 29 de octubre de 1892-Berga, 3 de septiembre de 1974) fue una escritora española en catalán y en español. Considerada una mujer avanzada a su tiempo por sus relatos de países exóticos, en su juventud también se dedicó a la música participando en varios grupos de jazz formados solo por mujeres. Activista política y feminista, se exilió en 1936 y regresó a España en 1949. En 1970 se llevó al cine su novela Vent de grop con el título La larga agonía de los peces fuera del agua, protagonizada por el cantante Joan Manuel Serrat.

## Biografía
Aurora Bertrana vivió la infancia en su ciudad natal, Gerona, en el seno de una familia bilingüe, ya que con su padre hablaba en catalán, pero con su madre, Nieves Salazar, en español. Desde niña se sintió atraída por la escritura y a los seis años escribió su primer poema. Desde entonces la literatura se convirtió en su pasión personal pero su padre, el escritor Prudenci Bertrana, veía con reticencia esas inclinaciones y la encaminó a estudiar música, con el mejor profesor de chelo de la provincia: Tomás Sobrequés.
Bajo la protección de la escritora Carmen Karr viajó primero a Barcelona —Karr la acogió en su casa— y posteriormente a Suiza. En Barcelona completó sus estudios de violonchelo en la escuela municipal de música de Barcelona y para hacer frente a las dificultades familiares empezó a tocar de madrugada en locales de la Diagonal en un terceto de señoritas además de dar clases de música y lectura catalana en el Instituto de Cultura y Biblioteca Popular para la Mujer.
En 1923 se instaló en Ginebra para perfeccionar sus estudios en el Instituto Dalcroze pero no encajó en los métodos clasistas y autoritarios del instituto.  Sentirse incomprendida y las dificultades económicas sumaron para que abandonara los estudios de música. Logró un éxito importante, sin embargo, con la creación de la orquesta ‘Jazz Women’, la primera jazz band formada íntegramente por mujeres en Europa.
En 1924 publicó sus primeros textos en La Voz de Cataluña. Las experiencias de Suiza marcaron a Bertrana convirtiéndola en una mujer cosmopolita alejada de las coordenadas de la burguesía catalana.
En Ginebra conoció a Denys Choffat en una entrevista de radio, al que se refiere en sus memorias como Monsieur Choffat, un ingeniero industrial de buena familia que tenía un negocio de aparatos de radio. Se casaron el 30 de mayo de 1925. Optó por el matrimonio y por abandonar la vida de "jazzbandista", explicó la propia Aurora, en memoria de sus antepasados para hacer "la vida que el sentido común aconsejaba" y dedicarse por fin a la literatura.
Sin embargo los negocios no funcionaron y los recién casados no recibieron el apoyo familiar dado que los padres de Denys no aprobaron la boda. Aurora contagió a su marido la pasión de los viajes y lograron encontrar un trabajo para él de montaje de una central eléctrica en la Polinesia francesa, en Papeete, donde se instalaron durante tres años.

### Países exóticos
Durante la estancia aprovecharon la ocasión para visitar diversos lugares de Oceanía. En el viaje de ida visitaron también Martinica, Guadalupe y Panamá. Desde allí escribió reportajes para la revista  D'Ací i d'Allà apoyada por su mentor literario Lluís Nicolau d'Olwer, al que conoció en Ginebra y con quien mantenía una buena amistad.
En 1930 al regresar a Barcelona a causa de la enfermedad de su hermana Celia, el editor Josep Queralt de la editorial Proa propuso a Aurora escribir un libro de reportajes o crónicas viajeras sobre las Islas del Sur. Prudenci Bertrana animó a su hija para aceptar la oferta. Los textos se convirtieron en un libro completo Paradisos oceànics (Paraísos oceánicos) y la obra resultó un éxito literario y comercial dado que ni la literatura de viajes ni el contenido sexual que se desprendía de las descripciones de la sociedad indígena de Pepeete eran habituales en la literatura de la época. La sociedad catalana —cuentan las biografías sobre la autora— se escandalizó ante aquella mujer cosmopolita escribiendo sobre una sociedad tan lejana incidiendo en aspectos como la libertad sexual. Bertrana se convirtió en un personaje famoso en la Cataluña de los años treinta y adquirió una imagen de exotismo y de conocimiento de otras culturas que marcaron sus obras de los años siguientes. En 1934 publicó Peikea, princesa caníbal (1934) recopilación de cuentos sobre la Polinesia. En 1935 L'illa perduda coescrita con su padre, donde integraron elementos de aventura y romanticismo propios de la literatura de los mares del Sur.
En 1936 publicó el libro de viajes El Marroc sensual i fanàtic a partir de su experiencia de un viaje en solitario realizado a Marruecos con la finalidad de escribir varios artículos para el diario catalán La Publicitat. Su objetivo era estudiar el alma de la mujer musulmana y descubrir el concepto que tenía de ella el varón musulmán, el cual, según dijo, "nuestros hombres conservan". "Me interesa especialmente los harenes donde las mujeres viven una existencia de pareja y esclavitud", explicó. En sus obras fue muy crítica con la prepotencia occidental hacia las culturas autóctonas y con la acción de todos los colonizadores: mercaderes, empresarios, políticos, curas. Visitó harenes, burdeles y cárceles. Plasmó su experiencia en El Marroc sensual i fanàtic (El Marruecos sensual y fanático) publicado en 1936.
En 1935 publicó L'illa perduda (La isla perdida) una novela escrita con su padre que simbolizó la reconciliación entre el Prudenci Bertrana escritor y su hija. El escritor y periodista nunca había deseado que su hija fuera escritora pero comentaba favorablemente los artículos que esta le enviaba y tras el éxito de las publicaciones desde la Polinesia éste se convenció de que Aurora tenía una verdadera vocación literaria. Cuando Aurora regresó a Barcelona padre e hija decidieron desarrollar el proyecto. Aurora hizo un proyecto de unas treinta páginas, el argumento y la psicología de los personajes. Prudenci escribió la primera mitad, la búsqueda desesperada de una tierra donde desembarcar, y Aurora la otra mitad, desde el desembarco en Tu-tui-li-la hasta el final. Escribían al mismo tiempo, cada cual sus capítulos, y de tanto en tanto se los leían y corregían mutuamente.

### Activismo político y feminista
A su regreso a Cataluña en 1930 Aurora Bertrana continuó escribiendo novelas, dando conferencias y colaborando en publicaciones de la época desarrollando una importante actividad en la Barcelona de la Segunda República (1931-1939) que la llevó a diversos itinerarios donde confluyó con otras escritoras de la misma generación como Carmen Montoriol, Teresa Vernet o Anna Murià. Sus actividades no fueron sólo literarias, crearon también espacios culturales, lúdicos y políticos de y para mujeres combinando la creación propia con el activismo social y cultural.
Bertrana pretendía crear una universidad femenina pero recondujo el proyecto y colaboró con Carmen Karr en la creación del Lyceum Club de Barcelona, abierto en 1931 y en contacto con los creados en otras ciudades, entre ellas el de Madrid creado en 1926. El objetivo era establecer un ambiente idóneo para el intercambio entre las mujeres al margen de las organizaciones políticas. El proyecto fue fundado con el "Manifiesto de las mujeres" firmado por Aurora Bertrana, María Pi, Enriqueta Sèculi, Anna Miret, Carme Cortès, Mercè Ros, Montserrat Graner, Isolina Viladot, Leonor Serrano, Maria Carratalà, Josefina Bayona y Amanda Llebot. La propia Aurora Bertrana llegó a dirigir la entidad durante un periodo. Paralelamente también existían otros espacios de colaboración como el Instituto de Cultura y Biblioteca Popular de la Dona, el Club Femení i d' Esports o Acción Femenina.
También participó activamente en la política y se presentó candidata por Esquerra Republicana de Cataluña en las elecciones generales de 1933, elecciones que este partido perdió.

### Guerras y exilio
Cuando estalló la guerra civil Aurora siguió participando en la vida pública y en los círculos literarios en defensa de la República. En 1936 escribió entre otros medios en Companya (Compañera), revista femenina del PSUC dirigida por Elisa Uriz, donde también colaboraban Anna Murià, Mercè Rodoreda, Carmen Montoriol y Teresa Vernet. Mientras tanto, Monsieur Choffat se pasó a la zona nacional. Las relaciones habían sido difíciles desde la llegada a Barcelona. Su marido no entendía el conflicto y hablaba de "la locura catalana". En 1938 emprendió sola el exilio, primero a Suiza y después a Francia. Durante el primer año de exilio empezó otra vez desde cero y vivió situaciones de pobreza que describió como "vida de parásito". En esa época trabajó como profesora de idiomas, traductora, criada, etc. Finalmente logró hacerse un hueco en la vida literaria suiza y colaboró con diversos periódicos y en la radio. Entre otros conoció a la escritora neozelandesa Katherine Mansfield.
Ya en el exilio de 1942 a 1960 mantuvo una relevante correspondencia con el político, dramaturgo y poeta tarraconense Ventura Gassol, diputado por Esquerra Republicana de Cataluña y Consejero de Cultura de la Generalidad de Cataluña que también se exilió a Suiza en 1936. Aurora lo consideraba su mejor confidente, un hermano mayor y un protector. Durante su estancia en Suiza tras la II Guerra Mundial visitó los campos de refugiados y prisioneros, experiencia que recogió en sus obras Tres presoners (Tres prisioneros) de 1957 y  Entre dos silencis (Entre dos silencios) de 1958. Durante un tiempo visita Prades para poder encontrarse con su madre y su tía en Andorra. En esta época estableció amistad con otros exiliados célebres como el músico Pau Casals y el filólogo Pompeu Fabra.

### Participación en la Masonería
Solicitó su ingreso en la logia Democracia de Barcelona el día 6 de febrero de 1934 y se acordó la iniciación para el día 17 de marzo de 1934, sin embargo, no pudo probarse que finalmente fuera iniciada.

### El retorno
En 1949 regresó del exilio a Cataluña para reunirse con su madre. A pesar de que no dejó de publicar el ambiente literario de Barcelona era muy distinto bajo el franquismo y Bertrana, según los cronistas, se sientió un tanto extranjera. 
En 1965 publicó Prudenci Bertana. Una Vida, una biografía sobre su padre en Proses bàrbares. Els herois de la Editorial Vergara.
En 1967 disfrutó de un nuevo éxito literario con la novela Vent de grop que Francesc Rovira Beleta adaptó al cine con el título La larga agonía de los peces fuera del agua, protagonizada por Joan Manuel Serrat.
Participó en los primeros jurados del premio Prudenci Bertrana creado en 1968. 
Su última obra son dos volúmenes de sus memorias, Memòries fins al 1935, publicada en 1973 que recibió el premio Crítica Serra d'Or y Memòries del 1935 fins al retorn a Catalunya publicada póstumamente en 1975. En sus memorias suprimió del año 50 al 70. Al preguntarle los motivos en una entrevista en 1969 dijo que los había suprimido porque en los últimos años no había vivido. "Es difícil de explicar. Son años sin ninguna aventura, años grises. Tan solo he vivido en mis obras literarias. Ahora para mi escribir es vivir y la aventura ya queda explicada en el contenido de mi obra".
Murió en Berga en septiembre de 1974.

## Vida personal
Se casó el 30 de mayo de 1925 con el ingeniero eléctrico Denys Choffat a quien conoció durante una actuación radiofónica en Ginebra. Se separaron cuando este se pasó a la zona franquista al inicio de la guerra civil española.

## Obra

### Novela
- Edelweis. Barcelona: Mediterrània, Col. La novel·la femenina 1, 1937.

- Tres presoners. Barcelona: Albertí, Nova Col·lecció lletres 26, 1957.

- Entre dos silencis. Barcelona: Aymà, Col. El club dels novel·listes 10, 1958 (Barcelona: Club Editor, Col. Club dels novel·listes 10, 1988 i 2006).

- Ariatea. Barcelona: Albertí, Nova Col·lecció lletres 59, 1959.

- Fracàs. Barcelona: Alfaguara, Col. La Novel·la Popular 3, 1966.

- Vent de grop. Barcelona: Alfaguara, Col. Ara i ací 4, 1967.

- La ciutat dels joves. Barcelona: Pòrtic, Col. Llibre de Butxaca 41, 1971.

### Prosa
- Paradisos oceànics. Barcelona: Proa, Col. Biblioteca rodamón, 1930 (Barcelona: Edicions de l'Eixample, Col. Espai de dones - Clàssiques 11 [Introducción de Catalina Bonnín]) (Barcelona: La Sal, 1988 [introducción de María Aurèlia Capmany] facsímil de la edición de 1930) .

- El Marroc sensual i fanàtic. Barcelona: Mediterrània, 1936 (Barcelona: Edicions de l'Eixample, Col. Espai de dones - Clàssiques 3, 1991 [prólogo de Maria Antònia Oliver]) (Barcelona: Columna, Col. De viatge, 2000 [prólogo de Maria Antònia Oliver]).

- Memòries fins a 1935. Barcelona: Pòrtic, Col. Memòries 12, 1973.

- Memòries del 1935 fins al retorn a Catalunya. Barcelona: Pòrtic, Col. Memòries 16, 1975.

- Memòries fins al 1935 i Memòries. Del 1935 fins al retorn a Catalunya. Gerona: Diputación de Gerona, 2013.

### Narrativa breve
- Peikea, princesa caníbal i altres contes oceànics. Barcelona: Imp. La Ibèrica - C. Gisbert, 1934 (Alella: Pleniluni, Col. Butxaca Pleniluni 2, 1980) (Barcelona: Lumen, Col. Sis Joans 12, 1991).

- L'enamorada del silenci, dins VVAA: Todos los cuentos del premio Condal. Barcelona: Dalmau, 1963.

### Narrativa infantil y juvenil
- L'illa perduda [con Prudenci Bertrana]. Barcelona: Llibreria Catalònia, 1935 (Barcelona: Pòrtic, Col. Pòrtic Aventures, 1988).

- Camins de somni. Barcelona: Albertí, 1955.

- La nimfa d'argila: apunts sobre la infància fracassada d'un noi babau i sentimental. Barcelona: Albertí, Nova col·lecciói lletres 47, 1959.

- Oviri i sis narracions més. [prólogo de Domènec Guansé] Barcelona: Selecta, Col. Biblioteca Selecta - Proses literàries1965.

### Obras traducidas
- Islas de ensueño: tres años entre los indígenas de la Polinesia. (Paradisos oceànics9. Barcelona: Ediciones Populares Iberia, 1933.
- Fenua Tahiti: vision de Polynésie (Paradisos oceànics). Neuchâtel: Delachaux & Niestlé, 1943.
- Vértigo de horizontes (Camins de somni). Barcelona: Torrell de Reus, 1952.
- La Isla Perdida (L'illa perduda). Barcelona: Juventud, 1954.
- Matinales: récit (La nimfa d'argila). Neuchâtel: Editions de la Baconnière, 1964. (Trad. Antoinette de Montmollin)
- Los Paraísos oceánicos: tres años entre los indígenas de la Polinesia (Paradisos oceànics). Barcelona: La Tempestad, Col. Aventura 1, 2003.

## Fondo Bertrana
La Biblioteca de la Universidad de Gerona conserva el Fondo Prudenci i Aurora Bertrana, que incluye parte de la biblioteca y archivo personal de los Bertrana. Los manuscritos de Aurora Bertrana incluyen una compilación de artículos y ensayos, conferencias, correspondencia, documentos personales diversos, documentos referentes a Prudenci Bertrana, entrevistas, guiones, manuscritos literarios, memorias, narrativa breve, novela y poesía. Estos documentos se pueden consultar a texto completo en el Repositorio de Fondos Especiales de la Universidad de Gerona y en la Memoria Digital de Cataluña.

## Premios
- 1974. Memòries fins a 1935. Premio Crítica "Serra d'or".

### Entrevistas
- COLL i JUVÉ: "Enquesta sra. Aurora Bertrana", Ressò (Santa Coloma de Farners), núm. 24, any III, juliol 1970, p.6.
- FAULÍ, Josep: "Conversa amb Aurora Bertrana", Recull (Blanes), núm. 1184, 8 de gener de 1972, p. 8-9.
- XAPEL·LI, Mireia: "Tres entrevistes amb Aurora Bertrana", dins VVAA Memorials ICD, 1993-1996. Barcelona: Institut Català de la Dona, 1997, p. 74-78.
- XAPEL·LI, Mireia: "Aurora Bertrana: una escriptora, un premi", Presència (Girona), núm. 205. any V, 7 de juny de 1969, p. 10-11.
- VILLALOBOS, Carmen de: "Aurora Bertrana : ilustre novelista, viajera infatigable",Distinción (Barcelona), núm. 38, any X, juny 1963, p. 34-35.